# بلفورد روکسو
بلفورد روکسو (به پرتغالی: Belford Roxo) یک منطقهٔ مسکونی در برزیل است که در ریو دو ژانیرو واقع شده‌است. بلفورد روکسو ۷۹٫۷۹۱ کیلومتر مربع مساحت و ۵۰۸٬۶۱۴ نفر جمعیت دارد و ۳۸ متر بالاتر از سطح دریا واقع شده‌است.